# Provincia di Taounate
La provincia di Taounate è una delle province del Marocco, parte della Regione di Fès-Meknès.

## Geografia antropica

### Suddivisioni amministrative
La provincia di Taounate conta 5 municipalità e 43 comuni:

#### Municipalità
- Ghafsai
- Karia Ba Mohamed
- Taounate
- Thar Es-Souk
- Tissa

#### Comuni
- Ain Aicha
- Ain Legdah
- Ain Maatouf
- Ain Mediouna
- Bni Oulid
- Bni Ounjel Tafraout
- Bni Snous
- Bouadel
- Bouarouss
- Bouchabel
- Bouhouda
- El Bibane
- El Bsabsa
- Fennassa Bab El Hit
- Galaz

- Ghouazi
- Jbabra
- Khlalfa
- Kissane
- Messassa
- Mezraoua
- Mkansa
- Moulay Abdelkrim
- Moulay Bouchta
- Oudka
- Oued Jemaa
- Oulad Ayyad
- Oulad Daoud
- Ourtzagh

- Outabouabane
- Ras El Oued
- Ratba
- Rghioua
- Sidi El Abed
- Sidi Haj M'Hamed
- Sidi M'Hamed Ben Lahcen
- Sidi Mokhfi
- Sidi Yahya Bni Zeroual
- Tabouda
- Tafrant
- Tamedit
- Timezgana
- Zrizer